# Staatspensioen
Staatspensioen is een pensioen voor iedereen dan wel voor degenen die dat nodig hebben, dat uit de algemene middelen betaald wordt. Het is dus een tegenhanger van de ouderdomsverzekering waarbij de uitkering gebaseerd is op de betaling van premies.

## Geschiedenis
De eerste algemene pensioenregeling was de ouderdomsverzekering die in 1889 in Duitsland werd ingevoerd. Denemarken voerde in 1891 als eerste land een staatspensioen in. Het Verenigd Koninkrijk, waartoe toen ook geheel Ierland behoorde, volgde in 1908 met de Old Age Pension Act. Het staatspensioen was uitdrukkelijk bedoeld om te voorkomen dat ouderen die hun hele leven hard gewerkt hadden aangewezen waren op liefdadigheid. Zowel in Denemarken als in het Verenigd Koninkrijk werd het staatspensioen dan ook alleen uitgekeerd aan ouderen die onvoldoende eigen inkomsten hadden. Ook voormalige bedeelden, bedelaars, veroordeelden en mensen die hun vermogen verkwist of weggegeven hadden kregen geen staatspensioen. 

## Staatspensioen per land

### Nederland

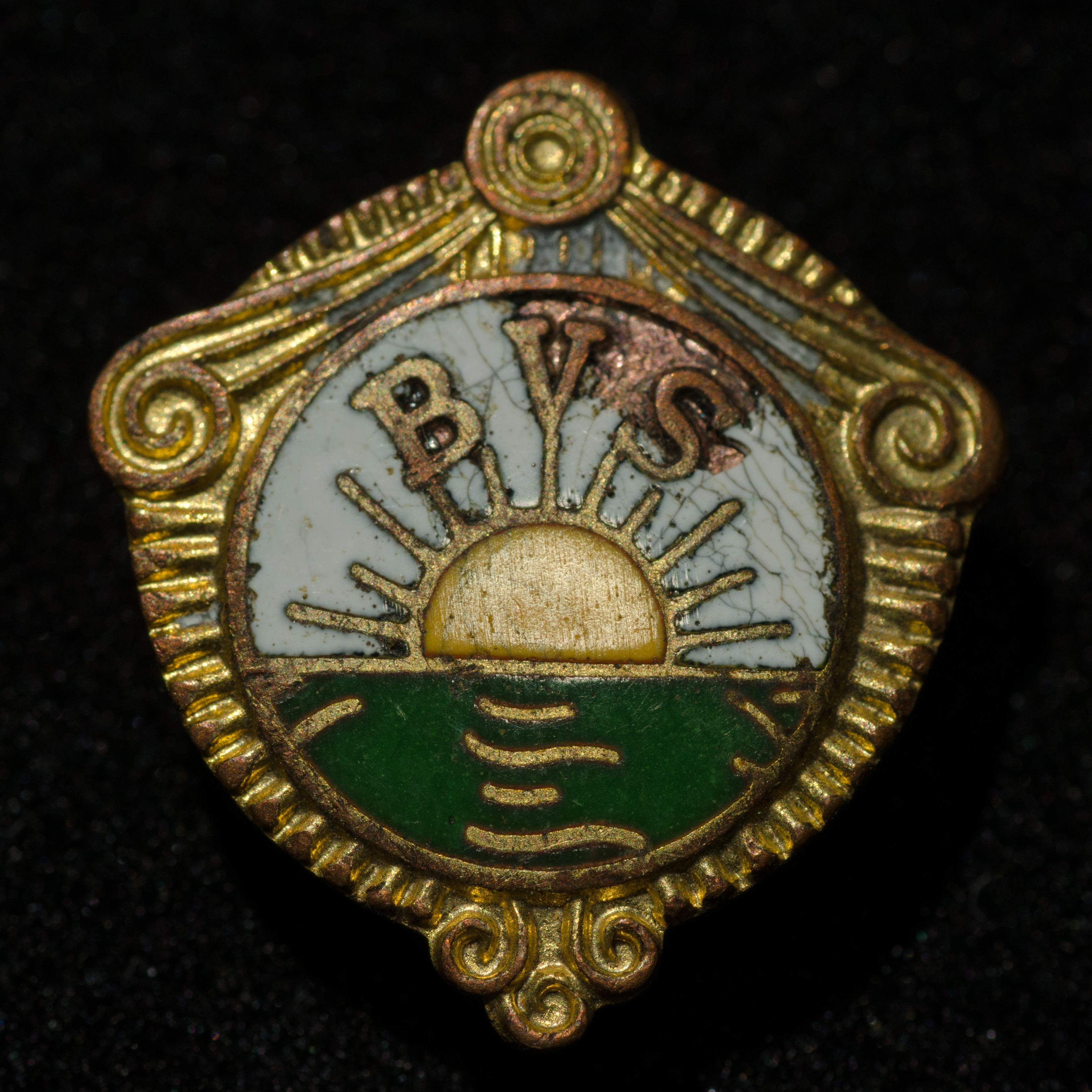
Draaginsigne van de Bond voor Staatspensionering, plm. 1935

In Nederland bestond een sterke beweging voor staatspensioen die leidde tot de oprichting van de Bond voor Staatspensionneering in 1900, die zowel socialisten als liberalen onder haar leden telde. De socialisten wilde het staatspensioen alleen uitkeren aan degenen die dat nodig hadden, de liberalen streefden naar een staatspensioen voor iedereen. In 1916 diende minister Treub een wetsontwerp voor een staatspensioen in, dat voorzag in een uitkering van twee gulden per week voor mensen boven de 70 die zonder deze uitkering niet in hun levensonderhoud konden voorzien. Omdat Treub wilde dat het staatspensioen uit een speciale belasting betaald zou worden is het ontwerp nooit wet geworden.

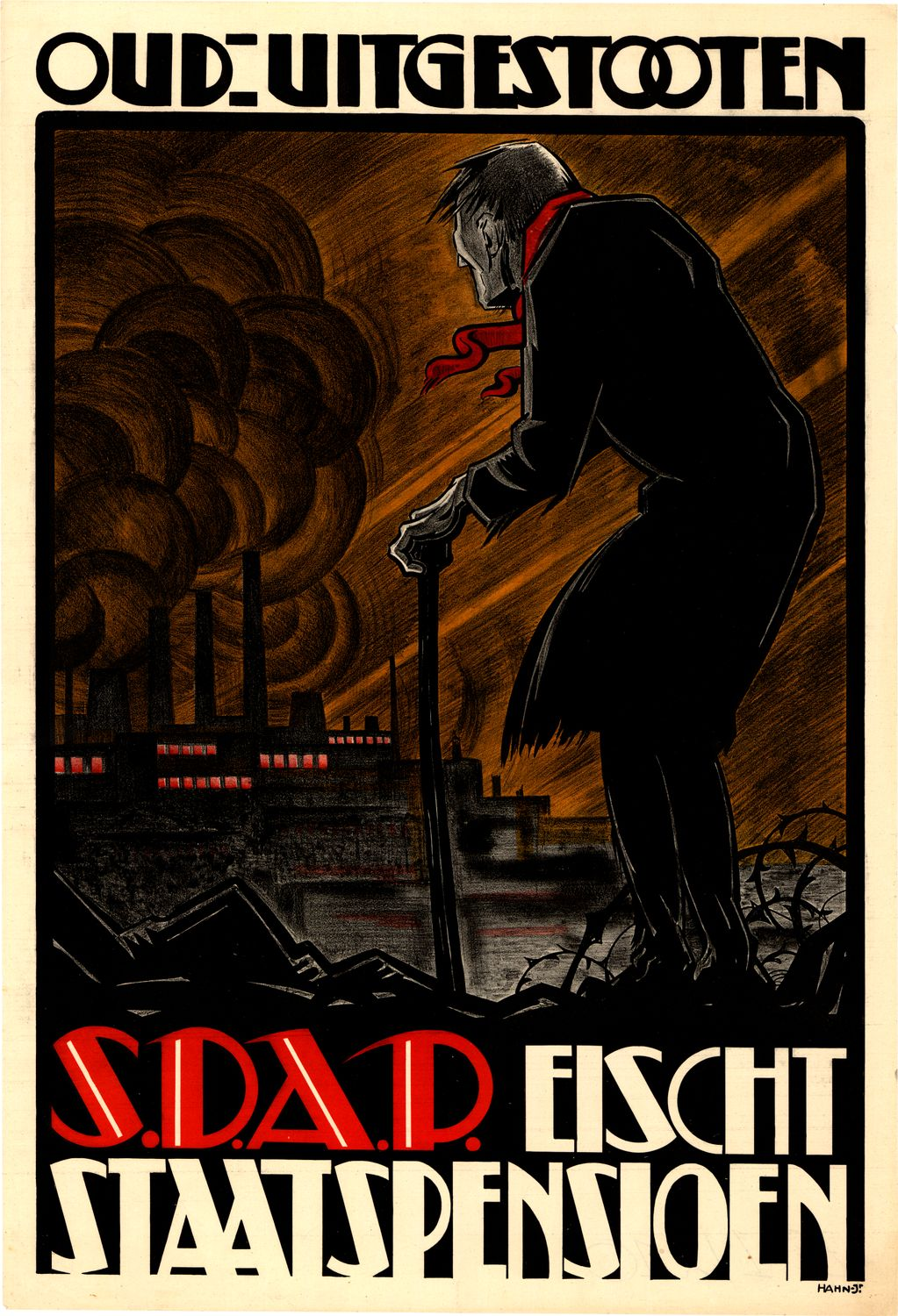
SDAP poster voor de invoering van een staatspensioen, ontworpen door Albert Hahn jr., 1929

De in 1919 in Nederland ingevoerde Invaliditeitswet was gebaseerd op de verzekeringsgedachte, maar kende wel een pensioen van twee gulden per week toe aan sommige ouderen die nog geen premie betaald hadden. Deze wet werd echter geen succes omdat de uitkeringen niet alleen te laag maar ook nog niet waardevast waren. De Noodwet Ouderdomsvoorziening van 1947 voorzag in feite in een staatspensioen. De in 1956 ingevoerde AOW vertoont elementen van beide stelsels. Door fiscalisatie van de AOW, zoals van verschillende kanten wordt voorgesteld, krijgt dit weer het karakter van een staatspensioen.

### België
In België werd in 1898 een klein staatspensioen voor behoeftigen boven de 70 ingevoerd.